# Радіотехнічна розвідка

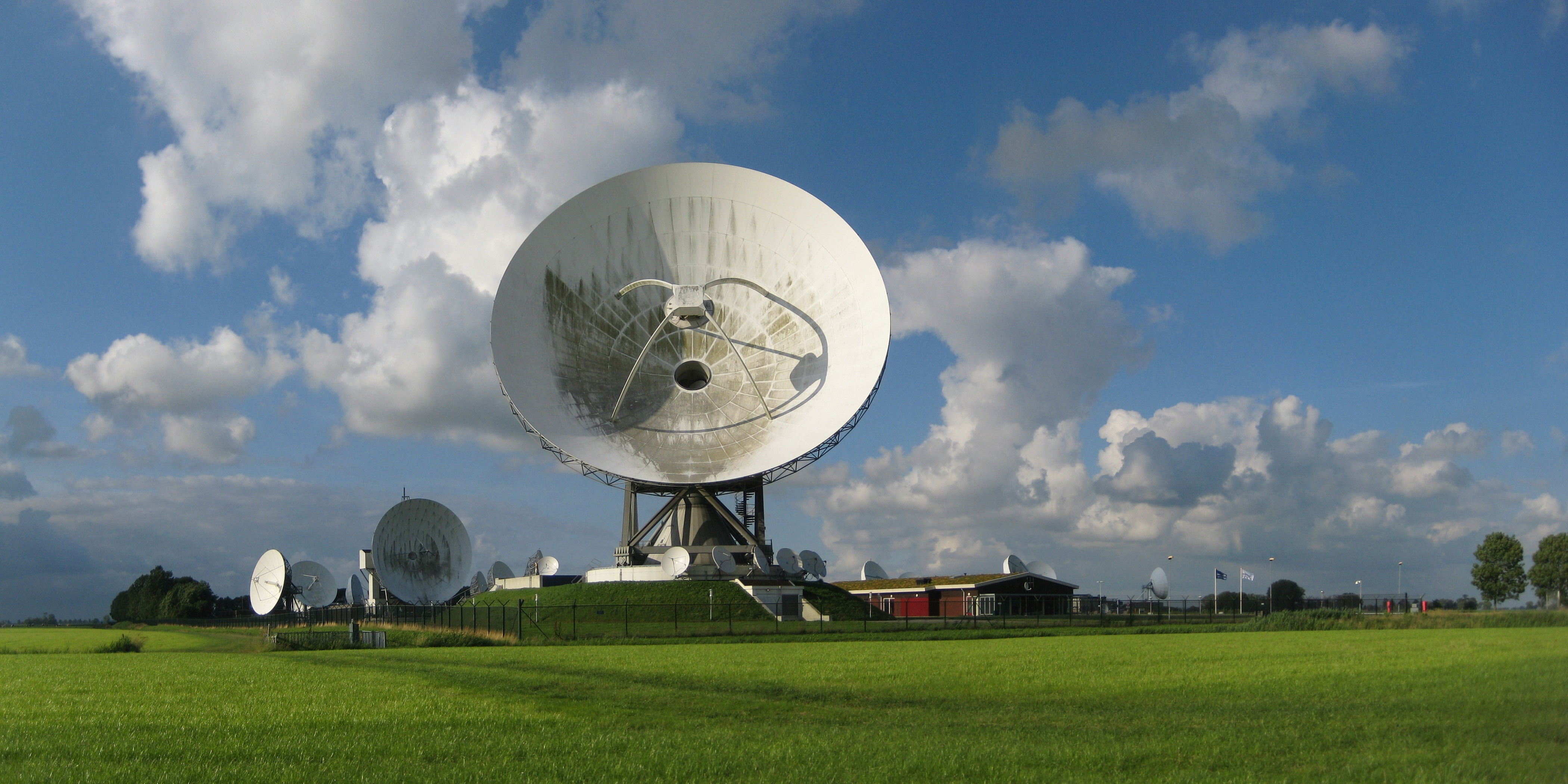
Голландський центр РТР у Бурумі (Фрисландія)

Радіотехні́чна ро́звідка (абр.: РТР; англ. Electronic Intelligence, ELINT) — вид радіоелектронної розвідки, метою якого є для виявлення, радіоперехоплення сигналів випромінювань радіоелектронних засобів противника (радіолокаційних, радіонавігаційних, телеметричних, телекомандних та інших радіотехнічних систем) їх технічний аналіз і прив'язка (технічне розпізнавання об'єктів).

## Призначення і можливості
Для пошуку, виявлення, визначення місця розташування, ідентифікації та супроводу повітряних, наземних (стаціонарних і мобільних) і надводних цілей за сигналами їх бортових радіолокаційних станцій та інших радіоелектронних засобів застосовуються системи та засоби радіотехнічної розвідки. Засоби радіотехнічної розвідки дозволяють:
- встановити носійну частоту випромінювання радіоелектронного засобу
- виміряти параметри імпульсного сигналу (частоту повторення, тривалість та інші параметри)
- визначити вид модуляції сигналу (амплітудна, частотна, фазова, імпульсна, частотно-імпульсна, фазово-імпульсна та ін.), поляризацію радіохвиль
- визначити структуру діаграми спрямованості, бічних пелюсток випромінювання радіохвиль
- встановити швидкість сканування антен та метод огляду простору РЛС
- визначити напрямок на джерело або координати об'єкта випромінювання
- проаналізувати та записати (зареєструвати) отриману інформацію.

Аналіз радіовипромінювань дає можливість точно визначити призначення військових об'єктів, їх характеристики та режим функціонування. Так, реєстрація випромінювання радіолокаційних станцій дозволяє визначити їх дальність дії, чутливість та інші характеристики, що полегшує створення засобів протидії. З початком військових дій засоби РТР забезпечують їх придушення засобами РЕБ.
В деяких спецслужбах до радіоелектронної розвідки, як такої що ведеться за допомогою технічних засобів, включають телеметричну (англ. Telemetry Intelligence, TELINT; перехоплення сигналів телеметрії під час випробувань техніки), радіолокаційну (англ. Radar Intelligence, RADINT), телевізійну (англ. Television Intelligence, TELINT), інфрачервону (англ. Infrared Sets Reconnassaince), лазерну (англ. Laser Sets Reconnassaince) та деякі інші способи технічної розвідки.
Основними завданнями стратегічної радіотехнічної розвідки є
- викриття дислокації та призначення стаціонарних стратегічних радіоелектронних засобів, а також
- перехоплення, аналіз та реєстрація радіосигналів з параметрами, що раніше не відзначалися,
- виявлення радіоелектронної обстановки на максимально можливій глибині території ймовірного противника.

## Засоби радіотехнічної розвідки
Засобами РТР є спеціальні радіотехнічні станції і комплекси. 
Станції радіотехнічної розвідки можуть бути портативні (носимі), мобільні (персувні), рухомі, а також можуть встановлюватись на розвідувальних кораблях, літаках-розвідниках та штучних супутниках землі.
Особливими є космічні системи радіотехнічної розвідки: по-перше супутники РТР запускаюся на орбіти з нахилом для максимального охоплення; по-друге, система повинна забезпечувати кількаразове високим прослуховування кожного району протягом доби, щоб ускладнити заходи радіомаскування; по-третє, супутники повинні літати можливо нижче, щоб фіксувати слабкі сигнали, але достатньо високо для того, щоб тривалість їх орбітального існування перевищувала ресурс бортової апаратури. В той же час супутники радіотехнічної розвідки приймають сигнали одразу з усією зони видимості і тому не потребують високої точності наведення і, відповідно, система корекції орбіти. Відомі серії радянських супутників типу УС-П МКРЦ «Легенда», «Цілина», американські «Діскаверер» програми «Корона» та інші.
Важливе місце в системі РТР займають і літаки-розвідники, які за рахунок висоти польоту можуть забезпечити можливості, близькі до даних розвідувальних супутників. Для ведення стратегічної радіотехнічної розвідки найбільш широко використовуються спеціальні літаки ЕС-135, RC-130, SR-71, U-2, ЕС-121, Су-24МР і літаки ДРЛВ E-3A, Е-2С, Ту-95МР. Бортова апаратура радіотехнічної розвідки літаків ЕС-135, RC-130 та ЕС-121 зведена в єдину систему, до складу якої обов'язково входять засоби первинного аналізу перехоплених сигналів та їх реєстрації в обсязі, достатньому для докладного аналізу в спеціальних наземних центрах обробки даних.
Близькі до них за складом і технічними можливостями комплекси РТР морського і наземного базування. Наприклад, українська автоматизована станція радіотехнічної розвідки «Кольчуга-М» контролює імпульсне та неперервне випромінювання на частотах 135 –170, 230 –470 та 750 –18 000 МГц в радіус до 600 км в глибину території, 150 км по фронту. Для повітряних цілей на висоті до 10 км радіус дії в глибину території становить до 800 км і до 1000 км по фронту.